# Jawaharlal Nehru
Jawaharlal Nehru (tiếng Hindi: जवाहरलाल नेहरू; IPA: [dʒəvaːhərlaːl nehruː]; 14 tháng 11 năm 1889 tại Allahabad – 27 tháng 5 năm 1964 tại New Delhi) là một nhà chính trị người Ấn Độ và từ 1947 cho đến 1964 là thủ tướng đầu tiên của Ấn Độ, là một trong những nhân vật trung tâm của chính trị Ấn Độ trong phần lớn thế kỷ 20. Ông nổi lên như là lãnh đạo tối cao của phong trào độc lập Ấn Độ dưới sự giám hộ của Mahatma Gandhi và đã điều hành Ấn Độ từ khi thành lập quốc gia độc lập vào năm 1947 cho đến khi ông qua đời tại văn phòng năm 1964. Nehru được coi là kiến trúc sư của nhà nước hiện đại Ấn Độ: Một nước cộng hòa có chủ quyền, thế tục và dân chủ cộng hòa. Trong suốt cuộc đời của mình, ông được biết đến như là Pandit Nehru ("Học giả Nehru") hay như Panditji ("Học giả"), trong khi nhiều trẻ em Ấn Độ biết ông là "Bác Nehru" (Chacha Nehru). Nehru cũng là nhà văn, là sử gia không chuyên, và là tộc trưởng của gia tộc Nehru-Gandhi, họ chính trị nổi tiếng nhất ở Ấn Độ. Con gái ông, Indira Gandhi cũng là một thủ tướng Ấn Độ.

## Tiểu sử
Là con trai của Motilal Nehru, một luật sư xuất gia và chính khách dân tộc và Swaroop Rani, Nehru đã tốt nghiệp trường cao đẳng Trinity, Cambridge và đền Inner, nơi ông được đào tạo để trở thành một luật sư. Khi trở về Ấn Độ, ông theo học tại tòa án cao cấp Allahabad, và ông quan tâm đến chính trị quốc gia. Nehru đã trở thành một nhân vật đang lên trong chính trường Ấn Độ giữa các biến động của những năm 1910. Ông trở thành nhà lãnh đạo nổi bật của phe cánh tả trong Quốc hội Ấn Độ vào những năm 1920, và cuối cùng là toàn bộ quốc hội, với sự chấp thuận ngầm của người thầy mình, Gandhi. Như là Chủ tịch Đảng quốc đại vào năm 1929, Nehru kêu gọi độc lập hoàn toàn từ thuộc địa Anh và thúc giục thay đổi quyết định của Đại hội.
Nehru và Đảng quốc đại thống trị chính trị Ấn Độ trong thập niên 1930 khi đất nước chuyển sang độc lập. Ý tưởng của ông về một quốc gia nhà nước thế tục dường như đã được xác nhận khi Đảng quốc đại, dưới sự lãnh đạo của ông, đã thắng lợi các cuộc bầu cử cấp tỉnh năm 1937 và thành lập chính quyền ở một số tỉnh; mặt khác, Liên đoàn Hồi giáo ly khai đã gặp nhiều khó khăn hơn. Nhưng những thành tựu này đã bị tổn hại nghiêm trọng do hậu quả của phong trào "Rời bỏ Ấn độ" vào năm 1942, điều này đã chứng kiến người Anh có thể đè bẹp Đại hội như một tổ chức chính trị. Nehru, người miễn cưỡng đáp ứng lời kêu gọi độc lập ngay lập tức của Gandhi, vì ông mong muốn nỗ lực ủng hộ chiến tranh Đồng minh trong Thế chiến II, xuất phát từ một cảnh quan chính trị bị thay đổi nhiều. Liên đoàn Hồi giáo trước là đồng minh trong Quốc hội và bây giờ là đối thủ, Muhammad Ali Jinnah, người đã thống trị chính trị Hồi giáo ở Ấn Độ. Các cuộc đàm phán giữa Nehru và Jinnah để chia sẻ quyền lực thất bại và nhường chỗ cho sự phân chia độc lập và đẫm máu của Ấn Độ vào năm 1947.
Tháng 10/1947, ông đối mặt với cuộc xung đột với Pakistan về tranh chấp lãnh thổ bang Kashmir, tranh chấp này xuất hiện kể từ ngày độc lập. Để khẳng định tuyên bố chủ quyền của Ấn Độ, Nehru gửi quân đến bang Kashmir. Liên Hợp Quốc đã giúp đàm phán một lệnh ngừng bắn, nhưng Kashmir vẫn tiếp tục bất ổn cho đến tận ngày nay.
Nehru được Quốc hội bầu làm Thủ tướng đầu tiên độc lập của Ấn Độ, mặc dù câu hỏi về lãnh đạo đã được giải quyết từ năm 1941, khi Gandhi thừa nhận Nehru là người thừa kế chính trị của ông. Hiến pháp Ấn Độ đã được ban hành vào năm 1950, sau đó ông bắt tay vào một chương trình đầy tham vọng về cải cách kinh tế, xã hội và chính trị. Chủ yếu, ông giám sát quá trình chuyển đổi của Ấn Độ từ một thuộc địa sang một nước cộng hòa, trong khi nuôi dưỡng một hệ thống đa nguyên, đa đảng. Trong chính sách đối ngoại, ông giữ vai trò lãnh đạo trong Phong trào không liên kết.
Trên cương vị Thủ tướng, Nehru đã lãnh đạo Ấn Độ vượt qua bao khó khăn do tình trạng bị chia cắt đất nước và kinh tế lạc hậu. Ông là một trong những người Ấn Độ đầu tiên đã đưa ánh sáng khoa học của thế kỷ chiếu rọi vào lịch sử rất đa dạng, phong phú nhưng cũng đượm màu huyền bí của Ấn Độ; và đã phát hiện ra những mâu thuẫn giữa một bên là tiềm năng vô tận của đất mẹ và một bên là thực tế nghèo nàn của đại đa số nhân dân Ấn Độ. Từ  đó, ông đã tìm ra bí quyết của sự sống, sự vĩ đại và trí tuệ vô cùng to lớn của nhân dân Ấn Độ, và nguyên nhân dẫn đến tình trạng lạc hậu, suy thoái của đất nước dưới ách cai trị của đế quốc Anh.
Trong Chiến tranh Lạnh, Nehru cho Ấn Độ thi hành chính sách 'trung lập tích cực'. Ông trở thành một trong những người phát ngôn quan trọng cho các quốc gia không liên kết Châu Á và Châu Phi, nhiều nước trong số đó là những thuộc địa cũ và muốn tránh sự lệ thuộc vào bất cứ cường quốc nào.
Bất chấp nỗ lực hợp tác từ cả hai phía, tranh chấp ở biên giới Trung – Ấn đã leo thang thành chiến tranh vào năm 1962. Quân Ấn Độ bị đánh bại hoàn toàn. Sự việc này tác động mạnh đến tình trạng sức khỏe đang suy yếu của Nehru. Ông qua đời ngày 27 tháng 5 năm 1964 sau một cơn đau tim nặng. Thi hài ông được hỏa táng, tro được đem trải khắp đồng ruộng Ấn Độ và được thả xuống dòng sông Hằng ở nơi thành phố quê hương ông.

## Cuộc sống cá nhân
Nehru kết hôn với Kamala Kaul vào năm 1916. Con gái duy nhất của họ Indira được sinh ra một năm sau đó vào năm 1917. Kamala đã sinh một cậu con trai vào tháng 11 năm 1924, nhưng cậu bé đã sống chỉ một tuần.
Indira kết hôn với Feroze Gandhi vào năm 1942. Họ có hai con trai - Rajiv (sinh năm 1944) và Sanjay (sinh năm 1946). Indira trở thành thủ tướng từ năm 1966 cho tới khi bị ám sát vào năm 1984. Con trai bà – Rajiv – giữ chức thủ tướng từ năm 1984 đến 1989, nhưng ông cũng bị ám sát.
Sau cái chết của Kamala, Nehru được cho là đã có mối quan hệ với nhiều phụ nữ bao gồm Shraddha Mata, Padmaja Naidu và Edwina Mountbatten. Con gái của Edwina, Pamela, đã thừa nhận mối quan hệ thuần khiết của Nehru với mẹ cô Edwina. Chị gái của Nehru, Vijaya Lakshmi Pandit nói với Pupul Jayakar, bạn của Indira Gandhi rằng Padmaja Naidu và Nehru đã sống chung với nhau trong nhiều năm.

## Tác phẩm
- Glimpses of World History (1934)
- An Autobiography (1936)
- The Discovery of India (1942– 1946)